# Bhayangkara FC
Bhayangkara Football Club is een Indonesische betaaldvoetbalclub uit Zuid-Jakarta op het eiland Java. Bhayangkara speelt zijn thuiswedstrijden in het Pahoman Stadion, een stadion met een capaciteit van 5.000 plaatsen. De thuiswedstrijden van de club worden gespeeld in een geel tenue. De voetbalclub Bhayangkara is eigendom van de Indonesische politiemacht.

## Geschiedenis
In het seizoen 2017 van de Liga 1 eindigden na 34 speelronden zowel Bhayangkara als Bali United FC met 68 punten, maar op basis van het onderling resultaat werd Bhayangkara FC gekroond tot landskampioen. Het behaalde kampioenschap van de politieclub werd in Indonesië beschouwd als controversieel, omdat een 1–1 gelijkspel van koploper Bhayangkara later plots werd omgezet in een 3–0 overwinning. De Indonesische voetbalbond kwam achteraf met een dubieuze verklaring dat Mohamed Sissoko van de tegenstander Mitra Kukar ‘opeens’ geschorst zou zijn geweest. Bhayangkara kreeg van de Aziatische voetbalbond hierdoor ondanks het landskampioenschap geen licentie voor deelname aan de voorronde van de AFC Champions League 2018.
Het seizoen 2018 behaalde Bhayangkara de derde plaats, met negen punten achterstand op landskampioen en stadsgenoot Persija Jakarta.

## Erelijst
| Competitie                      | Winnaar | Winnaar | Runner up | Runner up |
| Competitie                      | Aantal  | Jaren   | Aantal    | Jaren     |
| ------------------------------- | ------- | ------- | --------- | --------- |
| Indonesische voetbalbond (PSSI) |         |         |           |           |
| Liga 1                          | 1×      | 2017    | -         | -         |
| Liga 2                          | 1×      | 2013    | -         | -         |

Arema ·
Bali United ·
Barito Putera ·
Bhayangkara ·
Borneo ·
Kalteng Putra ·
Madura United ·
Persebaya Surabaya ·
Persela ·
Perseru ·
Persib ·
Persija ·
Persipura ·
PSIS Semarang ·
PSM ·
PSS Sleman ·
Semen Padang ·
PS-TIRA ·